# GRB (banda)
GRB fue una banda española de hardcore punk de Barcelona (Cataluña, España), formada en 1984 por antiguos miembros de los grupos punk Último Resorte y Frenopaticss. Durante su existencia, publicaron una maqueta (GRB, 1985), un EP de siete canciones, ¡Estoy tan contento! (1986) y un LP, Cuentos y leyendas (1988). 
Se mantuvieron activos hasta 1989 y se les considera uno de los grupos fundacionales de la escena hardcore punk barcelonesa, junto a grupos como Último Resorte, Shit S.A., Anti/Dogmatikss, L'Odi Social o Subterranean Kids.
Sus grabaciones fueron recopiladas en el CD 1984-1989 por el sello Tralla Records en 2000.

## Biografía

### Formación y primeras grabaciones
GRB comenzaron a mediados de 1984 como un cuarteto, constituido por Juanito (bajo, ex Último Resorte), Miguel «Mike» (batería, también ex Último Resorte), Alberto (guitarra, exmiembro del grupo y fanzine Drama del Horror) y Ángel (voz, ex Frenopaticss). Su nombre se inspiraba en las siglas del Gremio de Restauración de Barcelona, que en la época se veían en carteles en bares y restaurantes, si bien en alguna ocasión dieron una explicación diferente para las siglas, por ejemplo, que significaban «Güevos Revueltos con Bacon».
Debutaron el 1 de julio de 1984, teloneando, junto a Sentido Común y los vascos RIP, al grupo italiano Impact, en el Casal dels Transformadors. Interpretaron cuatro temas: «Eso es guerra», «Política estúpida», «Soy» y «Tortura» (después llamado «No ha habido cambio»). En otoño de 1984 tocaron en el concierto benéfico del C.S.B. (Colectivo Squat de Barcelona), colectivo en el cual varios miembros eran activos. Simultáneamente, algunos miembros participaban en la confección del fanzine Drama del Horror.
Cuando Alberto tuvo que dejar el grupo para realizar el servicio militar, fue sustituido por Strong (otro ex Último Resorte). Al volver Alberto, el grupo quedó establecido como quinteto, con dos guitarristas, lo que contribuiría a dar un sonido más personal al grupo, permitiendo una complejidad mayor en las composiciones. 
Siguieron algunos conciertos importantes, como el del 8 de abril de 1985 con Kangrena y los holandeses Frites Modern o el del 27 de julio del mismo año teloneando a los franceses Ludwig von 88 y la última sensación del hardcore italiano, Negazione.
En verano de 1985, aparece la cinta GRB, editada por el sello del fanzine Drama del Horror. La cinta, que en algunas reediciones no autorizadas fue titulada como El buen camino o Perseguidos por la ley, se presentaba dentro de una bolsa que incluía unas hojas con las letras de las 18 canciones y diversos collages relacionados con las canciones, confeccionados a partir de recortes de cómics y periódicos. En la portada del casete, impresa en papel fotocopiado, figuraba una foto en primer plano de la cara de una rata. También en las hojas de las letras y los collages se encontraban numerosos dibujos de ratas y ratones, en actitudes que expresaban el sentimiento de cada canción. El ratón se convertirá en mascota del grupo. 
Las letras de los temas giran en torno a las temáticas habituales de los grupos hardcore punk y anarcopunk, aunque con un estilo algo más cuidado y concienzudo que el de otros grupos de la misma escena. Como curiosidad, puede mencionarse la adaptación de un poema del arcipreste de Hita, «Lo que hace el dinero»'.
La contundencia del sonido de su debut discográfico llevó a un importante fanzine alemán a describir las canciones de la cinta como «ataques infernales» (Höllenattacke). Palabras parecidas pronunció Tim Yohannan en la reseña en el n.º 28 de MRR, al definir la cinta como positively awesome attacking thrash a la DRI or MDC (lo que puede traducirse como: «un ataque de thrash a la DRI o MDC, decididamente imponente»). También mencionaba la «rabia y entrega» (anger and commitment) de la banda.
En otoño de 1985, Mike dejó temporalmente el grupo, siendo sustituido por Dimoni (ex Attak). Esta formación fue la que teloneó a los holandeses Lärm en la Sala Zeleste, los días 24 y 25 de octubre de 1985. En la misma época, la imagen del grupo comenzó a evolucionar, cambiando el pelo corto por espesas melenas y con preferencia por la ropa tejana vieja, como reacción a la uniformización de los seguidores del punk y el hardcore.
En esta época, el, por así decir, «triunvirato» del hardcore barcelonés formado por GRB, Subterranean Kids y L'Odi Social dominaba la escena punk barcelonesa (otros pioneros del estilo como Anti/Dogmatikss y Shit S.A. estaban más o menos inactivos en ese momento). Los tres grupos compartían conciertos y frecuentaban idénticos locales, como el Café Voltaire, situado en las proximidades de la antigua Sala Zeleste.

### El primer disco
En primavera de 1986, ya con Mike de nuevo a las baquetas, grabaron en los estudios Marathón, en unas pocas horas, los siete temas del que iba a ser su primer vinilo. Como habían hecho poco antes los miembros de L'Odi Social, se fueron en mayo a Pisa (Italia) para prensar el disco. En esta ciudad conocieron a otra leyenda del hardcore italiano, los Cheetah Chrome Motherfuckers (CCM), y otros grupos locales; asimismo realizaron allí sus primeros conciertos en el extranjero, tocando tres veces en la ciudad, una de ellas en el legendario local ocupado Victor Charlie.
El EP, titulado ¡Estoy tan contento!, se publicó (autoeditado, sin sello) al regresar la banda a Barcelona, entre finales de mayo y principios de junio de 1986. Para la portada emplearon una vieja foto de la revista Life que mostraba un bebé durmiendo plácidamente sobre un flotador. De nuevo aparecían ratones: en la rosquilla y en el encarte con las letras. Musicalmente, el disco muestra cierta evolución respecto de la maqueta, con más cambios de ritmo, mayor presencia de punteos de la guitarra y líneas de bajo destacadas en algunos temas («La cadena del odio», «La historia»). De las letras, cabe destacar la ironía de la canción que da título al disco, así como la reflexión sobre la caducidad de la rebeldía juvenil en «Locura de juventud». Dos de las letras fueron escritas por la ex cantante de Último Resorte, siendo una de ellas, «Cadena de odio», una reflexión sobre la agresividad humana.
El encarte incluido en el disco, además de las letras y un dibujo de un niño con un tirachinas leyéndolas, contenía un manifiesto reflejando la mentalidad del grupo:

No pretendemos ni formar un imperio ni un partido político, ni imponer una ideología, ni siquiera una pauta de conducta. Se plantean una serie de circunstancias. Se plantea nuestra manera de ver las cosas. No creemos que el problema se encuentre en cómo está el mundo; después de todo es así porque así lo hacemos entre todos, o, lo que es más, lo consentimos. La comodidad nos hace ver las cosas de la manera que más nos interesa. Nos aferramos a una serie de valores y símbolos, todos ellos tópicos y ambiguos, y los amoldamos a nuestro estado de ánimo. ¿Cómo se puede entender la lucha con el uso de la violencia escudándose tras el símbolo de la paz? ¿Cómo se puede pretender imponer cualquier actitud tras el escudo de la A encerrada en un círculo? - Es duro tener que admitir que la base de todos los problemas se encuentra en cada uno de nosotros. Es duro tener que admitir que el principio de la lucha tenga que ser contra nuestros propios prejuicios. Qué difícil es admitir un error. Qué fácil es disfrazarlo de «buena obra». Cada un carga con su circunstancia, por muy variada que sea. Cada persona se compromete sobre la base de sus valores y circunstancias. Y eso merece el mayor respeto. No caben reproches ni exigencias. Puedes ser tú el equivocado. Lo que cuenta es tu actitud, por encima de tu mejor argumento.

Coincidiendo con la publicación del EP, telonearon, junto a Anti-Manguis, a Eskorbuto en su concierto en Roquetes (Nou Barris, Barcelona) el 4 de junio de 1986. Durante el resto del año dieron varios conciertos en bares y en casales (locales para la juventud subvencionados por el Ayuntamiento), algunos de ellos junto a Subterranean Kids, siempre a muy bajo precio o incluso gratis. El 24 de octubre tocaron en Zaragoza junto a Parásitos. 
Entre tanto, el disco iba ganando prestigio en la comunidad hardcore internacional, mereciéndoles una entrevista (realizada durante su estancia en Italia) en Maximum Rocknroll y la descripción de GRB en el fanzine alemán antes citado como «la mejor banda de España» (Spaniens beste Combo).

### El LPCuentos y leyendas
El 7 de julio de 1987 GRB dieron un concierto en el local KGB de Barcelona con vistas a reunir dinero para poder grabar y editar su primer LP, razón por la que se subió el precio de la entrada a 300 pesetas (lo que seguía siendo un precio muy bajo para un concierto). Con anterioridad, habían participado, el 6 de marzo de 1987, en la fiesta de la radio libre Radio P.I.C.A. que se celebró también en la sala KGB.
El disco, titulado Cuentos y leyendas, se grabó del 20 al 31 de julio, de nuevo en los estudios Marathón, pero tardó varios meses en publicarse, cosa que tuvo lugar en enero de 1988 (si bien se hizo un concierto de presentación, de nuevo en la sala KGB, el 19 de diciembre). Aunque propiamente se trataba, otra vez, de una autoedición, se encargó de la distribución y el prensaje el sello Blau. En la portada, gris sepia, un viejo gnomo nos dirige una mirada escéptica y resabiada. Otros gnomos, ilustraciones originales de David Lackin, pueblan la contraportada y el encarte interior. 
Musicalmente, el grupo había evolucionado hacia un sonido más personal, y sin sentir la obligación de correr habitual en los grupos hardcore. Aunque sigue habiendo momentos muy acelerados («Temor», «Tiempo para amar»...) y abruptos cambios de ritmo, en conjunto el tempo del disco es más relajado, ganando en intensidad los riffs y punteos. Pero lo que ha hecho legendario al disco son principalmente las letras, en las que dominan duras reflexiones sobre la vida y la condición humana: «Cuentos y leyendas», la canción que da título al disco, habla de un «enano» que habita en cada uno de nosotros y que construye muros a su alrededor para protegerse; de modo no muy distinto, «Temor» plantea con crudeza la precariedad existencial humana; por su parte, «Entre nosotros» y «Tiempo para amar» (título tomado de una novela de Robert A. Heinlein) tratan el mundo de los conflictos interpersonales, etcétera. La ampliación de las temáticas líricas también se trasluce en canciones sobre temas tan variados como la figura de «Luis Ricardo Mediavida», que se pasa la vida en el bar, la ilusión cotidiana de ganar la lotería en «Día tras día» o, en la canción «El Chino», las duras condiciones de vida en el antiguo «barrio chino» de Barcelona, actualmente conocido como El Raval. Incluso las canciones más próximas en sus temáticas a las etapas anteriores del grupo sorprenden los planteamientos: «Jim el pacifista» viene a ser la expresión musical del manifiesto de 1986 citado antes; «Tres entre tantos» habla de la policía, un tema habitual en canciones punk, de una manera muy poco habitual (a saber, intentando comprender la perspectiva del policía); otro tema frecuente en canciones anarcopunk era el del maltrato animal y en concreto la fiesta de los toros, que GRB plantean, en la canción «¡Chilla la fiera!», tratando de explicar lo que puede atraer al público en un espectáculo de esas características.
Por primera vez, el disco de GRB recibió comentarios en la prensa musical especializada: en la revista Rock de Lux, el LP aparecía en marzo en el n.º 13 de la lista de favoritos y era alabado en la reseña de Ramón Surio y en la revista Ruta 66 se calificó el disco como «excelente» tanto musicalmente como en las letras.

### Final del grupo
Las prometedoras expectativas que se abrieron ante la excelente recepción -que no éxito comercial- del LP se truncaron tras una sucesión de incidentes que crearon un creciente malestar en el interior de GRB. En primer lugar, en 1988 se quedaron sin local de ensayo, cosa que, dada la situación económica del grupo, no era un problema baladí; después, al regreso de una pequeña gira por el País Vasco, sufrieron un accidente de tráfico casi mortal, lo que incrementó aún más el malestar. 
Finalmente, el grupo se disolvió a comienzos de 1989 aduciendo las habituales «desavenencias internas». 
- Muy poco después de la separación, Alberto y Mike reaparecieron como miembros del grupo The Loads, practicantes de un rock sucio en la línea de un Johnny Thunders. Mike también tocó con Starfuckers, de un estilo parecido ante los anteriores, aunque más próximo al de The Stooges. Posteriormente, Alberto y Mike juntos estuvieron en el grupo Raiser (con la vocalista Tere, ex Desechables y Roy Bonet ex Wom! A2 como bajista) a comienzos de la década de 1990. En el 2006 Alberto montó Angryman cuya formación se componía por:  Aitor (Voz y guitarra), Roy Bonet (Bajo ,voces),Alberto Collazo (guitarra y voces) y Jordi Vila (batería).
- El vocalista Ángel, responsable de la mayoría de letras de GRB, formó el grupo El Sueño Eterno, más cercano al rock urbano y rock duro, aunque manteniendo las raíces punk, y cuyas letras guardan cierta continuidad con las de GRB.
- Strong se introdujo en la experimentación musical electrónica colaborando con el grupo Alien Mar a mediados de los años 1990.
- Juanito estuvo en Gran Pánico Sur en los años 1990 y a comienzos de la década de 2000 reapareció con el grupo Supongo Cariño, grupo en el que en la actualidad (2008) milita.

Entre tanto, en los años 1990 hubo diversas reediciones de la casete de 1985 así como del EP de GRB. En el año 2000 el sello Tralla Records emprendió la reedición del legado de GRB en forma de un CD reuniendo su discografía completa, en una edición digipack de lujo con un libreto incluyendo la historia del grupo y las letras completas.
En mayo de 2006, miembros de GRB (Strong, Juanito, Mike) reaparecieron juntos en un escenario como miembros de Último Resorte, en el concierto celebrado en el local KGB (Barcelona) en homenaje a la desaparecida Rosa, teclista en varias formaciones del grupo.

## Versiones
- En su álbum de 1991, Hierro a fondo (Discos PDI), el grupo El Sueño Eterno (con el antiguo cantante de GRB, Ángel) grabó las canciones de GRB «Día tras día» y «Entre nosotros». La primera de las versiones mencionadas tiene la peculiaridad de incluir el uso de violines.
- En 2005, el grupo de Hospitalet de Llobregat Terrorismo Sonoro incluyó en su álbum La risa, enemiga del poder una versión de «Entre nosotros», en cuya grabación contaron con la colaboración del excantante de GRB.[10]

## Miembros
- Ángel: voz
- Strong: guitarra
- Alberto: guitarra
- Juanito: bajo
- Mike: batería

## Discografía
- Casete GRB (Drama del Horror, 1985). 18 canciones.
- EP ¡Estoy tan contento! (autoeditado, sin sello, mayo de 1986). 7 canciones.
- LP Cuentos y leyendas (Blau, enero de 1988). 15 canciones.
- CD 1984-1989 (Tralla, 2000). Edición en digipack, con libreto informativo, de su discografía completa.